# Himnari

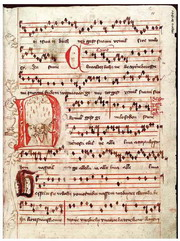
Jistebnický kancionál, un himnari txec escrit a mà al voltant de l'any 1430.

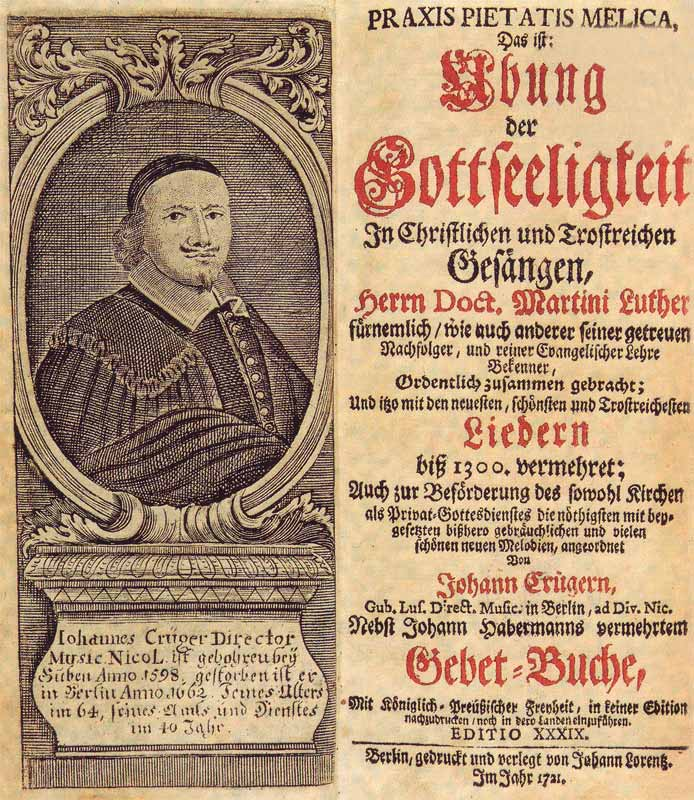
Praxis pietatis melica de Johann Crüger, un important himnari alemany luterà del.

Un himnari és un recull o col·lecció d'himnes o cançons religioses, normalment en forma de llibre. Els primers himnaris escrits a mà coneguts provenen de l'edat mitjana, en el context de la cristiandat europea. La reforma en el segle xvi juntament amb el descobriment dels nous himnaris ràpidament impresos a una característica estàndard en el culte cristià de totes les principals denominacions de l'Europa occidental i central.